# Christian Ruuttu
Christian Ruuttu, född 20 februari 1964 i Villmanstrand, är en finlandssvensk före detta professionell ishockeyspelare, numera general manager. Ruuttu valdes av Buffalo Sabres som 134:e spelare totalt i 1983 års NHL-draft. Han spelade i NHL för Buffalo Sabres, Chicago Blackhawks och Vancouver Canucks. Säsongen 1995–1996 tog han SM-silver med Frölunda HC, efter förlust i finalserien mot Luleå HF.
1999 slutade Ruuttu som aktiv spelare och blev 2000 general manager  för Espoo Blues. Från 2011 har han varit talangscout åt Los Angeles Kings.

## Klubbar
- Ässät Björneborg 1982–1985
- HIFK Helsingfors 1985–86, 1994–95
- Buffalo Sabres 1986–1992
- Chicago Blackhawks 1992–1995
- Vancouver Canucks 1994–95
- Västra Frölunda 1995–96
- Grasshopper Club Zürich 1996–97
- Esbo Blues 1998–99